# 塔菲尔方程

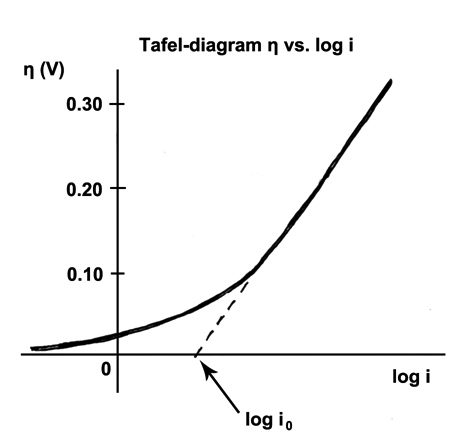
Tafel plot for an anodic process

塔菲尔方程给出了电极反应的反应速率和过电位的关系。塔菲尔方程最早是由瑞士化学家尤利乌斯·塔菲尔根据实验数据归纳得出。
单电极的塔菲尔方程可以写作：
{\displaystyle \eta =A\times \log _{10}\left({\frac {i}{i_{0}}}\right)}
式中
- {\displaystyle \eta }：过电位，V
- {\displaystyle A}：塔菲尔斜率，V
- {\displaystyle i}：电流密度，A/m2
- {\displaystyle i_{0}}：交换电流密度，A/m2

## 概述
交换电流密度指的是氧化剂或还原剂和电极之间达到电子转移平衡时的电流密度，代表着两者平衡时的电化学反应速率。塔菲尔斜率可以通过实验求出，也可以通过理论推导。
{\displaystyle {\frac {\lambda kT}{e}}<A}
{\displaystyle A}定义为
{\displaystyle A={\frac {\lambda kT}{e\alpha }}={\frac {\lambda V_{T}}{\alpha }}}
式中
- {\displaystyle \lambda =\ln(10)=2.302585\ldots }
- {\displaystyle k}：玻尔兹曼常数
- {\displaystyle T}：绝对温度
- {\displaystyle e}：单位电荷
- {\displaystyle V_{T}=kT/e} ：热电压
- {\displaystyle \alpha } ：电荷转移因子，需要在0到1之间取值。

## 另一形式
塔菲尔方程还可以写作
{\displaystyle i=nFKC\exp \left(\pm \alpha F{\frac {\eta }{RT}}\right)}
式中
- {\displaystyle K}：电极反应的速率常数，s−1
- {\displaystyle R}：普适气体常数
- {\displaystyle F}：法拉第常数
- {\displaystyle C}：电极表面的反应物相对浓度，mol/m2

## 应用
塔菲尔方程可以应用于极化率高的区域，对于低极化率区域，电流和极化率常呈线性关系:
{\displaystyle i=i_{0}{\frac {nF}{RT}}\Delta E}